# 锯叶风毛菊
锯叶风毛菊（学名：Saussurea semifasciata）为菊科风毛菊属的植物，为中国的特有植物。分布于中国大陆的四川、云南等地，生长于海拔3,875米至4,500米的地区，多生长在山坡灌丛草地或云杉林下，目前尚未由人工引种栽培。